# Неверйон, або казка про знаки та міста
«Неверйон, або казка про знаки та міста» (англ. Neveryóna, or: The Tale of Signs and Cities) — фентезійний роман американського письменника Семюела Ділейні. Друга книга з серії «Повернення до Неверйона». Розповідає про однойменний роман. Обговорення загального сюжету, обстановки, героїв, тем, структури та стилю серіалу можна знайти в основній статті серії.

## Сюжет
«Неверйон» (повнометражний роман), шостий і найдовший роман серії «Повернення до Неверйони», зосереджена на п’ятнадцятирічній Прін, яка є надзвичайною в цій культурі, оскільки вміє читати й писати. Прін — видатна племінниця неоспіваного генія Неверйону, жінки, яка винайшла і ткацький верстат, і веретено. Оскільки їй не пощастило також виявити, що з вовни виходить найкраща і найміцніша тканина, усю заслугу її роботи, як правило, приписують іншим людям. Подорожі Прин ведуть її (і читача) не лише до вивчення революційних сил кампанії Горгіка — та деяких її внутрішніх чвар — а й через будинки декількох багатих консерваторів. У першій половині роману Прин опиняється в Неверйоні, передмісті вищого класу Порт-Колгарі, неспокійній гості в емоційно напружених садах багатої купчині, мадам Кейн, з якою ми вперше познайомилися в третьому романі «Казки про гончарів і драконів», і яка зараз активно фінансує безглузду групу контрповстанців, які хочуть покласти край проєкту Горгіка. У другій половині, коли Прін вирушає на південь, її захоплює могутня сім’я Джуе Грутен, яка представляє набагато смертоносніші та аристократичніші сили нації, які хочуть покласти край цьому бунту. Тут владна мережа занадто складна й розгалужена, щоб Прін змогла осягнути, хоча тепер вона розуміє, що з ними можна боротися, зокрема й використала один яскравий інцидент, оскільки їй вдається звільнити раба, якого граф намагався використати як цапа відпущення. Але Прин і читач тепер мають набагато чіткіше уявлення про те, з чим стикається Горгік.
Між першою і другою частинами роману Прін проводить деякий час із добродушною, але, на жаль, обмеженою селянською родиною, яка проживає в маленькому містечку Єнох і представляє робітничі класи, до яких Горгіку доведеться якось приєднатися, якщо він хоче досягати успіху. (Назва міста, яка зустрічається декілька разів у творі Ділейні, не пов’язаного з Неверйоном, зокрема й у «Божевільному» [1994], «Енох» згадується в Книзі Буття як перше місто, побудоване людиною, зокрема сином Каїна, онуком Адама та Єви, на честь якого воно було й названо. У роботі Ділейні «Енох» ніколи не є великим містом. Скоріше це дуже старе й маленьке місто — часто набагато старше, ніж він думає, — яке забуло про своє власне історичне походження.) Це люди, які майже не розуміють власну історію. Однак, їх цілком розумні бажання збігаються, щоб перемогти їх власні інтереси, а єдина роль, яку вони можуть уявити для того, щоб Прін залишилася серед них, — це роль міської повії. Це найнищівніший розділ роману.
Додатковою іронією є те, що цей розділ написаний із використанням усіх персонажів із центрального міфу романтизму, «Трістана та Ізольди» (з Прін, яка виконує роль Ізольди), використовуючи елементи з багатьох версій, включно з оповіданням «Стрибок Трістана», і казками про Мало, короля Марка і Брагенжа з Вагнера, і навіть про карлика Фроксена з кіноверсії Жана Кокто з сорокових років «Вічне повернення» (1943). У версії Ділейні апатія і відчай замінили пристрасть і романтику. Лише сила власної уяви Прін дає їй зброю, щоб позбутися спокуси основної доброти цих простих людей та власної пастки в їх фундаментальній безнадійності.